# Cabo Kolka
O cabo Kolka (em letão:  Kolkasrags, (em livônio:  Kūolka nanā, em alto-alemão antigo: Domesnes, em russo:  Колка ou мыс Домеснес) é um cabo no oeste da Letónia, à entrada do golfo de Riga, no mar Báltico. Forma o extremo norte da Curlândia. A leste do cabo fica a ilha de Ruhnu, pertencente à Estónia.
Perto do cabo fica a localidade de Kolka.

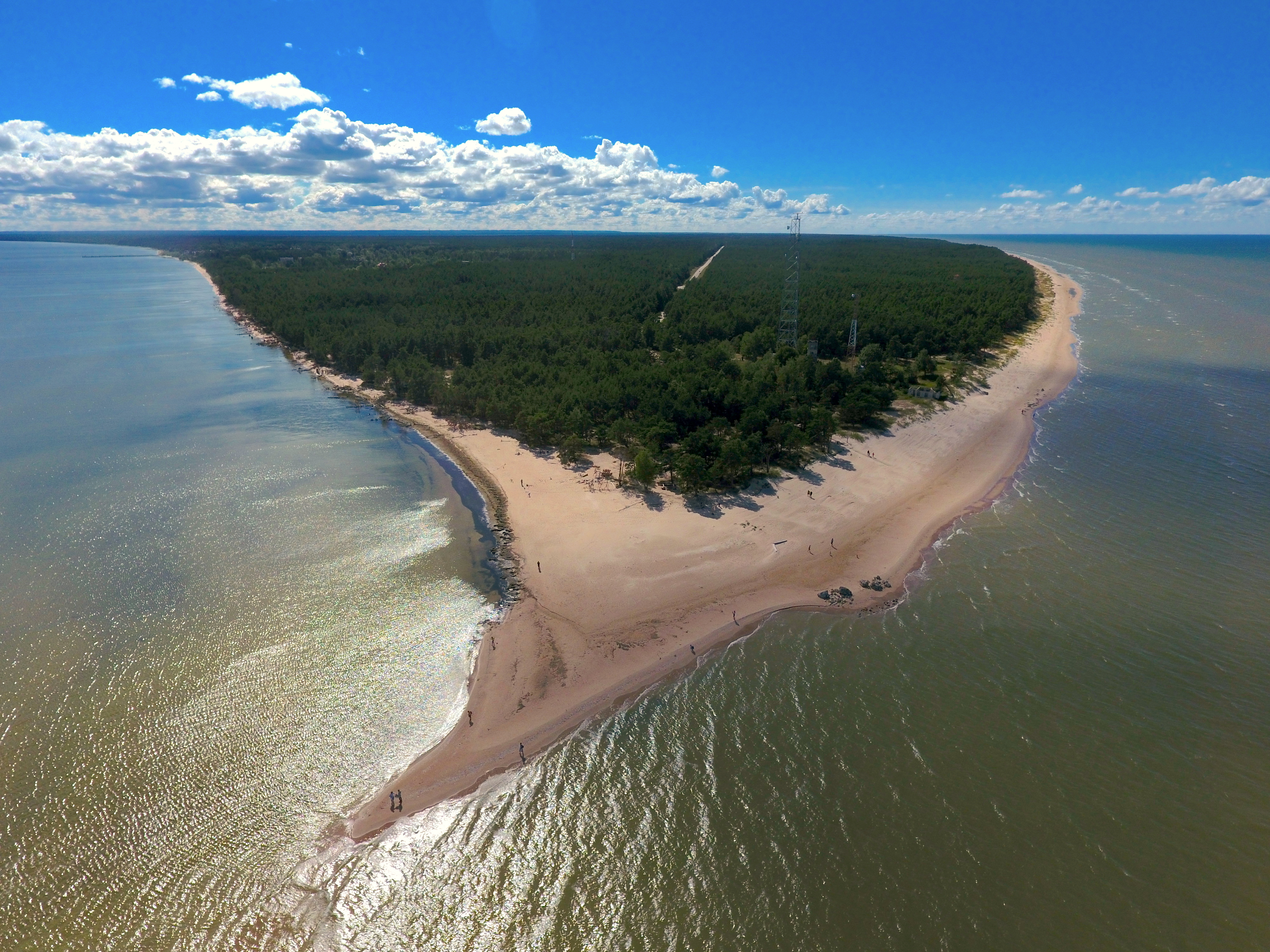
Vista aérea do cabo